# يوليوس بي. ريتشموند
يوليوس بي. ريتشموند (بالإنجليزية: Julius B. Richmond)‏ هو طبيب نفسي أمريكي، ولد في 26 يونيو 1916 في شيكاغو في الولايات المتحدة، وتوفي في 27 يوليو 2008 في تشيستنت هل في الولايات المتحدة بسبب سرطان.

## وصلات خارجية
- يوليوس بي. ريتشموند على موقع إن إن دي بي (الإنجليزية)